# Pygophora rufipes
Pygophora rufipes är en tvåvingeart som först beskrevs av Macquart 1851.  Pygophora rufipes ingår i släktet Pygophora och familjen husflugor. Inga underarter finns listade i Catalogue of Life.